# Katharina Lindner
Katharina Lindner (* 3. September 1979 in München; † 9. Februar 2019 in Schottland) war eine deutsche Fußballspielerin, die zuletzt bis 2012 im Kader des schottischen Erstligisten Glasgow City LFC stand.

## Karriere
Lindner, die in München geboren wurde und in Kleinostheim aufwuchs, wechselte im Alter von 16 Jahren zur SG Praunheim, aus der sich 1998 der 1. FFC Frankfurt gründete. In der Saison 1998/99 gewann sie mit Frankfurt das Double aus Meisterschaft und DFB-Pokal. Ausgestattet mit einem Fußballstipendium der University of Hartford wechselte sie in die Vereinigten Staaten und spielte dreieinhalb Jahre lang für die dortige Collegemannschaft der Hartford Hawks, für die sie in 87 Spielen 26 Tore erzielte. Ihr Studium schloss sie mit einem Bachelor in Medienwissenschaft und Psychologie ab. In der Folge absolvierte sie in Hartford zwei Jahre lang einen Masterstudiengang in Medienwissenschaft und spielte währenddessen kurzzeitig bei den Western Mass Lady Pioneers. Lindner entschloss sich danach, an der Universität Glasgow in Film- und Medienwissenschaften zu promovieren, was sie zugleich auch in den Kader des Glasgow City LFC führte. Mit Glasgow gewann sie fünf schottische Meisterschaften in Folge sowie drei Mal den schottischen Pokal. Nach der Saison 2011 kündigte Lindner das Ende ihrer aktiven Fußballerkarriere an, wettbewerbsübergreifend hatte sie bis dato 172 Einsätze für Glasgow absolviert und dabei 124 Tore erzielt. In der Saison 2012 wurde sie jedoch von Glasgow an den Spieltagen fünf und sechs als Einwechselspielerin eingesetzt, dabei erzielte sie bei einem 11:0-Kantersieg gegen Inverness City einen Treffer.
Seit 2011 lehrte sie im Bereich Communications, Media and Culture an der University of Stirling.

## Persönliches
Im Februar 2019 verstarb Katharina Lindner im Alter von 39  Jahren in Schottland.
Die Todesursache war Selbstmord.

## Erfolge
- 1999: Deutscher Meister mit dem 1. FFC Frankfurt
- 1999: DFB-Pokalsieger mit dem 1. FFC Frankfurt
- 2007/08, 2008/09, 2009 1, 2010, 2011, 2012: Schottischer Meister mit dem Glasgow City LFC
- 2006, 2009, 2011, 2012: Schottischer Pokalsieger mit dem Glasgow City LFC
- 2008, 2009, 2012: Schottischer Ligapokalsieger mit dem Glasgow City LFC